# Каркайшент
Каркайшент, Каркахенте (валенс. Carcaixent (офіційна назва), ісп. Carcagente) — муніципалітет в Іспанії, у складі автономної спільноти Валенсія, у провінції Валенсія. Населення — 20 935 осіб (2010).

## Географія
Муніципалітет розташований на відстані близько 310 км на південний схід від Мадрида, 39 км на південь від Валенсії.
На території муніципалітету розташовані такі населені пункти: (дані про населення за 2010 рік)
- Баррака-де-Агуас-Вівас: 46 осіб
- Каркайшент: 20657 осіб
- Когульяда: 232 особи

## Демографія
Динаміка населення (INE ):

## Галерея зображень

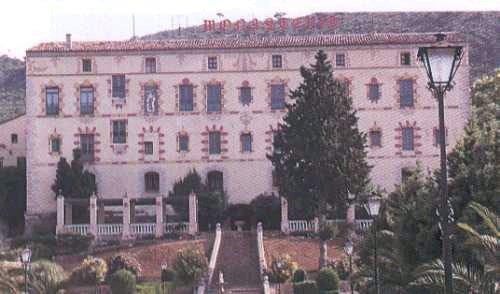
Монастир Агуас-Вівас